# University Park (Nuevo México)
University Park es un lugar designado por el censo ubicado en el condado de Doña Ana en el estado estadounidense de Nuevo México. En el Censo de 2010 tenía una población de 4192 habitantes y una densidad poblacional de 1.045,57 personas por km².

## Geografía
University Park se encuentra ubicado en las coordenadas 32°16′36″N 106°44′47″O / 32.27667, -106.74639. Según la Oficina del Censo de los Estados Unidos, University Park tiene una superficie total de 4.01 km², de la cual 4.01 km² corresponden a tierra firme y (0 %) 0 km² es agua.

## Demografía
Según el censo de 2010, había 4192 personas residiendo en University Park. La densidad de población era de 1.045,57 hab./km². De los 4192 habitantes, University Park estaba compuesto por el 69.08 % blancos, el 4.75 % eran afroamericanos, el 5.77 % eran amerindios, el 6.32 % eran asiáticos, el 0.33 % eran isleños del Pacífico, el 8.75 % eran de otras razas y el 4.99 % pertenecían a dos o más razas. Del total de la población el 39.55 % eran hispanos o latinos de cualquier raza.